# Église Saint-François-de-Sales de Philadelphie
Pour les articles homonymes, voir Église Saint-François-de-Sales.
L'église Saint-François-de-Sales est une église paroissiale catholique située à Philadelphie en Pennsylvanie (États-Unis). Elle est placée sous le vocable de saint François de Sales (1567-1622) et dépend de l'archidiocèse de Philadelphie. Elle se trouve au 4625 de la Springfield Avenue, quartier de l'University City.
La paroisse est fondée en 1890 et la première pierre posée en 1907. Elle est bâtie en style néo-byzantin selon les plans de l'architecte Henry D. Dagit et son dôme recouvert de tuiles à la Guastavino domine le panorama du quartier. Vaguement inspirée de Sainte-Sophie, l'église comprend aussi des éléments Arts and Crafts en vogue à l'époque de sa construction.

## Communauté paroissiale
La paroisse a été fondée pour répondre aux besoins des immigrants irlandais, majoritaires à l'époque. Aujourd'hui, la paroisse s'est transformée ethniquement. En effet, les descendants des ouvriers et employés irlandais, ayant déménagé dans les banlieues vertes, ont progressivement laissé la place à des descendants de réfugiés vietnamiens après la chute du Vietnam du Sud. La paroisse dessert aussi une grande population d'origine noire, ainsi que les étudiants, enseignants et  employés catholiques de l'université de Pennsylvanie, de l'université Drexel et de l'université des sciences de Philadelphie situées à proximité. L'église est réputée pour sa chorale et ses grandes orgues. La paroisse dirige également une école élémentaire paroissiale.

## Architecture et intérieur

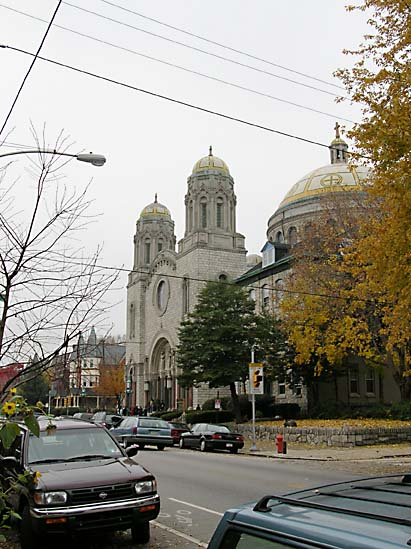
Façade donnant sur l'avenue.

L'église abrite l'orgue le plus important de la vallée du Delaware, à quatre jeux et plus de six mille tuyaux. Eugene Ormandy y a joué et l'orgue a accompagné le Philadelphia Orchestra, par exemple en 1980 pour des enregistrements de la Symphonie nº 3 de Saint-Saëns. C'est l'un des plus beaux instruments d'orgues de type français de tous les États-Unis. 
Les tuiles, délicates à entretenir, ont été remplacées dans les années 1950 à l'époque de Mgr Joseph McShea, afin de stopper les infiltrations. Mais finalement c'est un revêtement en cuivre qui est jugé souhaitable. L'église est constamment en restauration.
L'intérieur est arrangé selon les plans de Charles Theodore Biswanger (1879-1944), employé par le bureau Dagit. La voûte à tuiles, dessinée et construite par la société  Rafael Guastavino en 1911, est l'un des meilleurs exemples des travaux de cette firme à Philadelphie.
En 1968, la paroisse loue les services des architectes Robert Venturi et John Rauch, à la suite des changements liturgiques préconisés par le concile Vatican II, afin d'enlever l'ancien maître-autel de marbre et de procéder à des réaménagements dans le chœur avec du mobilier en acrylique. Ces changements n'ont pas remporté l'adhésion unanime des paroissiens, estimant qu'ils ne correspondaient pas au style d'ensemble néo-byzantin de l'église. Finalement ces derniers ont empêché l'installation d'un chœur ultramoderne.

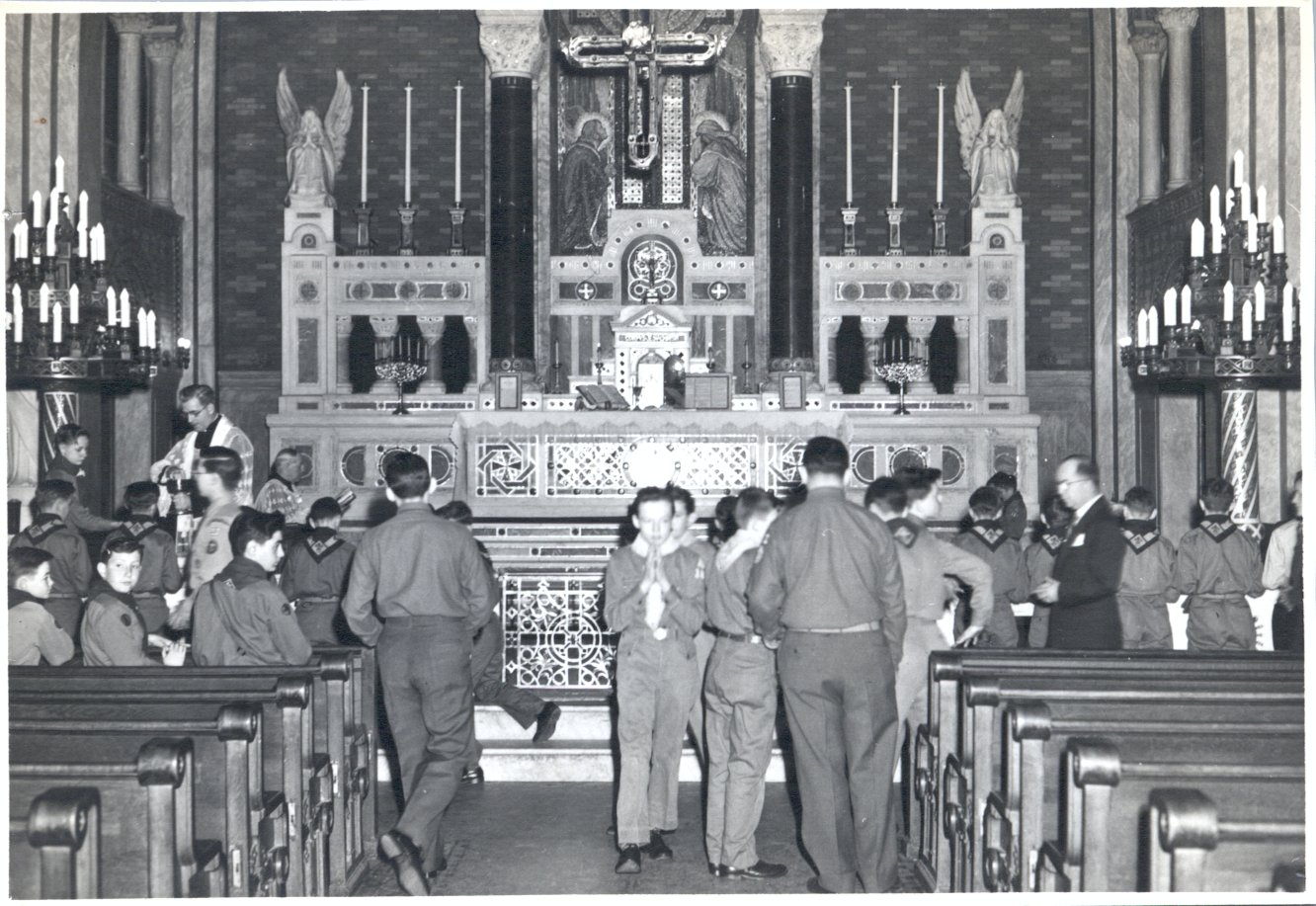
Communion des scouts en 1949.

## Source
- (en) Cet article est partiellement ou en totalité issu de l’article de Wikipédia en anglais intitulé « St. Francis de Sales Roman Catholic Church (Philadelphia) » (voir la liste des auteurs).